# Aurora (Isabela)
Aurora é um município de  terceira classe de renda municipal (d) na província Isabela, nas Filipinas. De acordo com o censo de 1 de maio  de  2020 possui uma população de 36 621 pessoas e 9 471 domicílios.